# CM Airlines
CM Airlines (Cielo Maya) es una aerolínea con base en el Aeropuerto Internacional Toncontín, Honduras. Aunque la mayoría de sus vuelos son nacionales, la aerolínea opera mediante acuerdos de código compartido con TAG Airlines y también ofrece servicios internacionales a la Ciudad de Guatemala desde Roatán y San Pedro Sula. Es la aerolínea más grande de Honduras en términos de tamaño de flota.

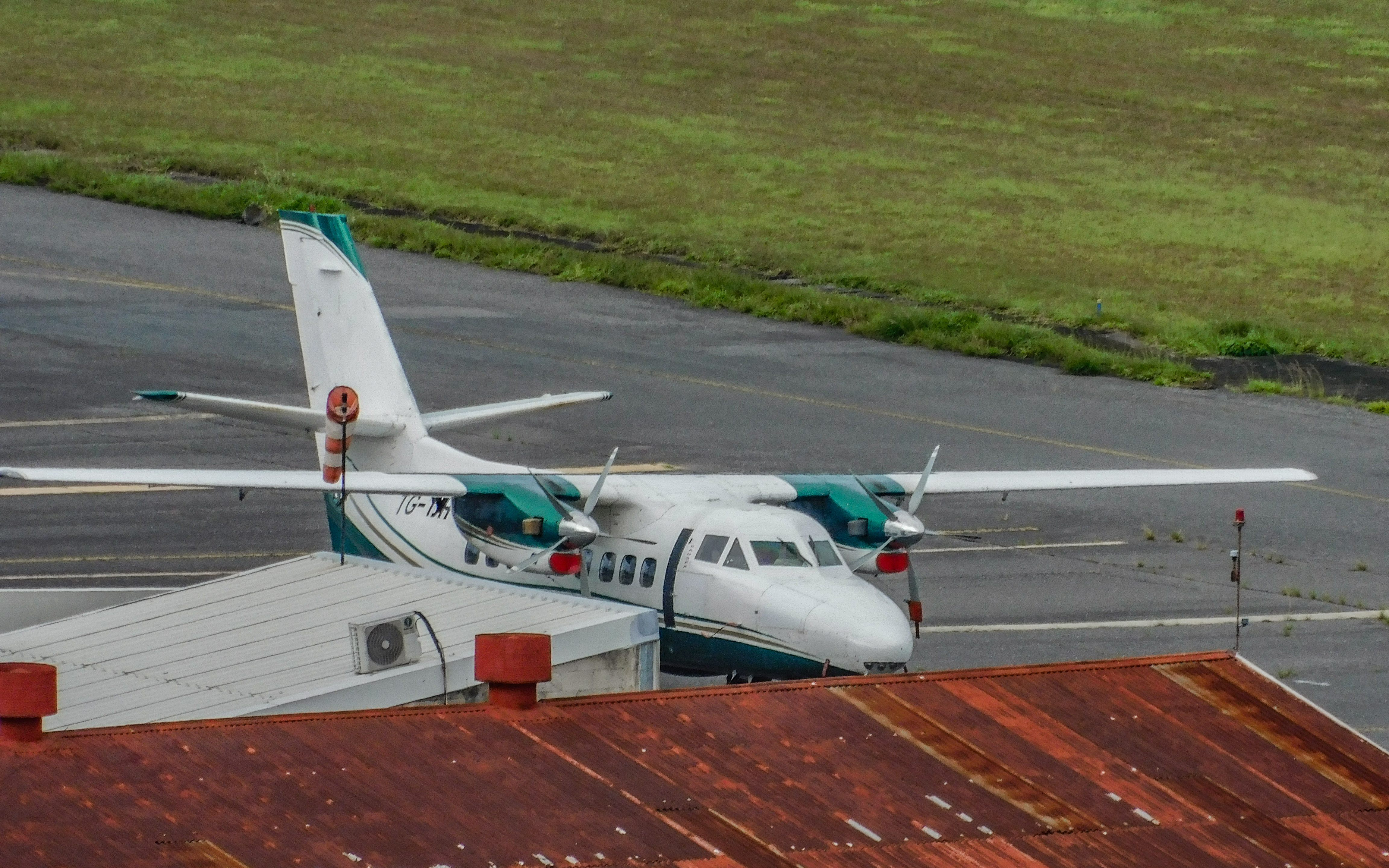
Let L-410 Turbolet en el Aeropuerto Internacional La Aurora.

La red de rutas nacionales de CM Airlines incluye conexiones entre las principales localidades de Honduras, facilitando el transporte de pasajeros dentro del país. Los destinos nacionales abarcan ciudades clave como San Pedro Sula, La Ceiba y Roatán, lo que permite a los viajeros moverse con facilidad entre estos importantes centros económicos y turísticos. A nivel internacional, CM Airlines ofrece vuelos a la Ciudad de Guatemala, facilitando así la conexión entre Honduras y el resto de Centroamérica. A través de acuerdos de código compartido con TAG Airlines, la aerolínea expande aún más las opciones de viaje para sus pasajeros, permitiendo enlaces más cómodos y directos con otros destinos en la región.

## Destinos

Mapa de las rutas de CM Airlines.

| Países      | Destinos            | Aeropuertos                                    | Notas                    |
| ----------- | ------------------- | ---------------------------------------------- | ------------------------ |
| Belice      | Ciudad de Belice    | Aeropuerto Internacional Philip S. W. Goldson  | Operado por TAG Airlines |
| Guatemala   | Ciudad de Guatemala | Aeropuerto Internacional La Aurora             |                          |
| Guatemala   | Flores              | Aeropuerto Internacional Mundo Maya            | Operado por TAG Airlines |
| Honduras    | Guanaja             | Aeropuerto de Guanaja                          |                          |
| Honduras    | La Ceiba            | Aeropuerto Internacional Guillermo Anderson    |                          |
| Honduras    | Puerto Lempira      | Aeropuerto de Puerto Lempira                   |                          |
| Honduras    | Roatán              | Aeropuerto Internacional Juan Manuel Gálvez    |                          |
| Honduras    | San Pedro Sula      | Aeropuerto Internacional Ramon Villeda Morales |                          |
| Honduras    | Tegucigalpa         | Aeropuerto Internacional Toncontín             | (HUB)                    |
| Honduras    | Tegucigalpa         | Aeropuerto Internacional de Comayagua          |                          |
| Honduras    | Utila               | Aeropuerto de Utila                            | (Estacional)             |
| México      | Cancún              | Aeropuerto Internacional de Cancún             | Operado por TAG Airlines |
| México      | Mérida              | Aeropuerto Internacional de Mérida             | Operado por TAG Airlines |
| El Salvador | San Salvador        | Aeropuerto Internacional de El Salvador        | Operado por TAG Airlines |

## Flota
| Aeronaves                   | Activos | Pedidos | Pasajeros                                        | Matrículas                                       | Antigüedad                                       | Notas                                            |
| --------------------------- | ------- | ------- | ------------------------------------------------ | ------------------------------------------------ | ------------------------------------------------ | ------------------------------------------------ |
| ATR 72-500                  | 2       | —       | 72                                               | TG-ATD                                           | 13,4 años                                        | Aeronaves de TAG Airlines.                       |
| ATR 72-500                  | 2       | —       | 72                                               | TG-ATF                                           | 13,4 años                                        | Aeronaves de TAG Airlines.                       |
| Embraer EMB 110 Bandeirante | 2       | —       | 19                                               | TG-JCC                                           | 43 años                                          | Aeronaves de ARM Aviación                        |
| Embraer EMB 110 Bandeirante | 2       | —       | 19                                               | TG-JCO                                           | 43 años                                          | Aeronaves de ARM Aviación                        |
| Let L-410 Turbolet          | 4       | —       | 19                                               | HR-AXC                                           | 34 años                                          |                                                  |
| Let L-410 Turbolet          | 4       | —       | 19                                               | HR-JMM                                           | 34 años                                          |                                                  |
| Let L-410 Turbolet          | 4       | —       | 19                                               | TG-TJG                                           | 34 años                                          | Aeronave de ARM Aviación                         |
| Let L-410 Turbolet          | 4       | —       | 19                                               | HR-AVI                                           | 33 años                                          |                                                  |
| Total                       | 8       | —       | Edad media de la flota (marzo de 2024): 29 años. | Edad media de la flota (marzo de 2024): 29 años. | Edad media de la flota (marzo de 2024): 29 años. | Edad media de la flota (marzo de 2024): 29 años. |

## Códigos compartidos
CM Airlines actualmente posee código compartido con las siguientes aerolíneas:
- ARM Aviación
- 5U TAG Airlines
- 9N Tropic Air

## Accidentes e Incidentes

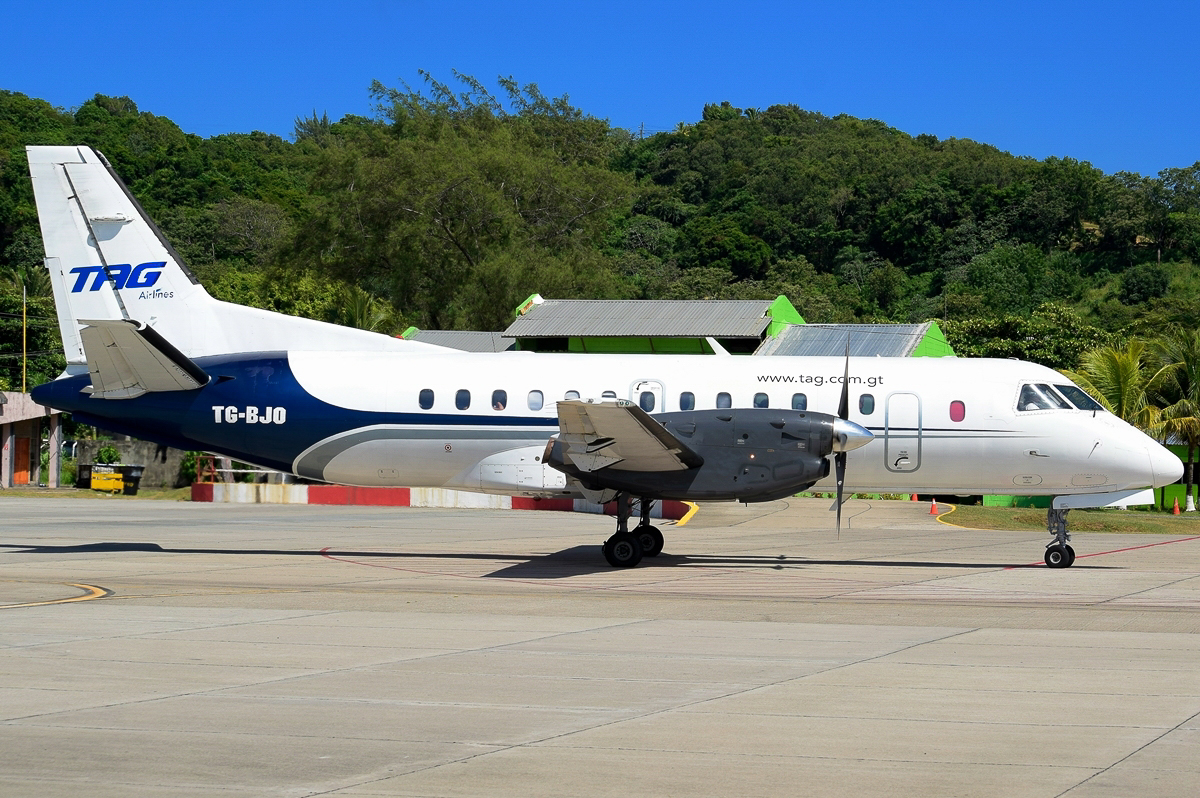
TG-BJO, Saab 340A involucrado en el incidente del vuelo 3040.

- 8 de marzo de 2012: un Aero Commander 500, matrícula TG-JAB, con 2 pasajeros a bordo se estrelló cerca de Plan de La Laguna, municipio de San Jerónimo, Comayagua, Honduras, en la ruta MHLM-MHTG; sus dos ocupantes perdieron la vida.[3]

- 16 de septiembre de 2016: El Vuelo 3040, un Saab 340A con matrícula TG-BJO, sufrió una excursión de pista durante el despegue desde el Aeropuerto Internacional Toncontín en Honduras. La aeronave, que pertenecía a TAG Airlines, estaba cubriendo un vuelo operado por CM Airlines. El vuelo recibió autorización para el despegue desde la pista 02 en condiciones VMC (visibilidad meteorológica en vuelo). Una vez completados los procedimientos de la lista de verificación, el Primer Oficial (quien era el piloto al mando) aumentó la potencia y liberó los frenos para comenzar la carrera de despegue. Al alcanzar una velocidad de 110 nudos, antes de llegar a la velocidad de decisión (V1), los pilotos sintieron una vibración en la cabina y en el panel de instrumentos, y se iluminó la luz CONFIG. El capitán asumió el control de la aeronave y decidió abortar el despegue utilizando los frenos y la reversa máxima. Al observar que la aeronave desaceleraba menos de lo esperado, decidió realizar un giro de 180° (ground loop). La aeronave se desvió hacia el lado derecho de la pista, saliendo a la hierba. Cuando la aeronave se detuvo, se llevaron a cabo los procedimientos de apagado de motores y, en coordinación con la tripulación de cabina, se procedió a la evacuación de los pasajeros. Tras revisar la información del incidente, se concluye que la vibración y la alarma CONFIG en la cabina podrían haber sido causadas por la explosión del neumático No 1 del tren de aterrizaje principal izquierdo, que estaba desgastado y con un freno en condiciones inaceptables. Todos los ocupantes sobrevivieron al accidente.[4][5]